# Josaphat-Robert Large

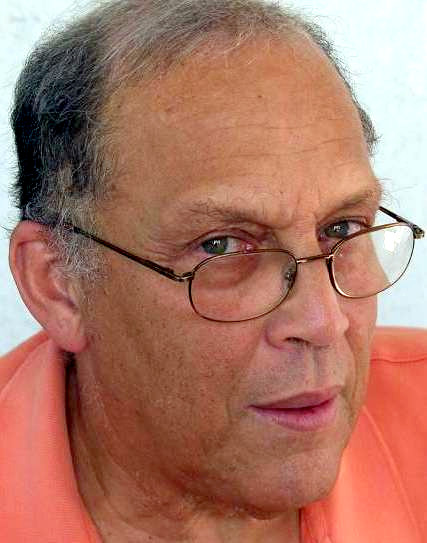
Josaphat-Robert Large.

Josaphat-Robert Large (Jérémie, Haití; 15 de noviembre de 1942-Nueva York, Estados Unidos; 28 de octubre de 2017) fue un escritor haitiano-estadounidense. Su padre era profesor de letras y su madre comerciante. Estudió en L'école des Frères de l'Instruction chrétienne, el Collège Saint-Louis y el Lycée Nord-Alexis de su ciudad natal. Su novela Les terres entourées de larmes (l'Harmattan, París 2002) obtuvo el Premio Prix littéraire des Caraïbes en 2003. Josaphat-Robert Large publica su primer libro de poesía Nerfs du vent en 1975. La primera novela apareció en 1990. Era miembro de la Société des Gens de Lettres de France, de L'association des Écrivains de langue française y del PEN Club América.

## Exilio
Josaphat-Robert Large va al exilio tras de su detención por participar en la huelga de los estudiantes haitianos contra el dictador François Duvalier. Durante su exilio tuvo encuentros y mantuvo relaciones continuas con algunos escritores y artistas como Syto Cavé, Georges Castéra, Jacques Charlier, Jean-Marie Roumer y Hervé Denis, con quien forma el Grupo Kouidor (Tropa de teatro experimental). El autor participa también a dos tentativos de invasiones contra el gobierno de Tonton Macoutes (Voluntarios para la Seguridad Nacional) de Papa Doc.

## Obra

### Novelas en francés
- 1990 Les sentiers de l'enfer Ed. l'Harmattan, París
- 1996 Les récoltes de la folie Ed. l'Harmattan, París
- 2002 Les terres entourées de larmes Ed. l'Harmattan, París
- 2008 Partir sur un coursier de nuages Ed. l'Harmattan, París
- 2015 Mississippi Blues Ed. Ruptures, Washington D. C., Estados Unidos

### Novelas en criollo haitiano
- 2008 Rete! Kote Lamèsi Presses nationales d'Haiti, Puerto Príncipe

### Poesías en francés
- 1975 Nerfs du vent P-J.Oswald, París.
- 1989 Chute de mots Saint-Germain-des-Prés, París.
- 2010 Échos en fuite Le Chasseur Abstrait Éditeur París

### Poesía en criollo
- 1996 Pè Sèt Edisyon Mapou, Miami

### Poesía en inglés
- 2006 Keep On Keepin'On iUniverse, Nueva York